# 2016年南亞運動會羽毛球比賽
2016年南亞運動會羽毛球比賽為第12屆南亞運動會的其中一項競賽項目，共產生七面金牌；賽事於2016年2月6日至2月10日在印度古瓦哈提舉行。
雖然東道主印度一些世界頂級好手（如塞娜·内维尔和卡夏普·帕鲁帕利等）賽前因傷未能參賽，但整體實力仍遠高於其他隊伍。結果，印度選手囊括了全部賽事的七面金牌，以及壟斷了五個單項的決賽位置，並以七金五銀成為本項目的大贏家。

## 獎牌統計

### 國家獎牌榜
| 排名 | 国家／地区      | 金牌 | 银牌 | 铜牌 | 總數 |
| ---- | --------------- | ---- | ---- | ---- | ---- |
| 1    | 印度（IND）     | 7    | 5    | 0    | 12   |
| 2    | 斯里兰卡（SRI） | 0    | 2    | 6    | 8    |
| 3    | 巴基斯坦（PAK） | 0    | 0    | 4    | 4    |
| 4    | （BAN）         | 0    | 0    | 2    | 2    |
| 4    | 尼泊尔（NEP）   | 0    | 0    | 2    | 2    |
| 總計 | 總計            | 7    | 7    | 14   | 28   |

### 項目獎牌榜
| 項目             | 金牌                                           | 银牌                                             | 铜牌                                                                         |
| 男子團體（詳細） | 印度                                           | 斯里兰卡                                         |                                                                              |
| 男子團體（詳細） | 印度                                           | 斯里兰卡                                         | 巴基斯坦                                                                     |
| 女子團體（詳細） | 印度                                           | 斯里兰卡                                         |                                                                              |
| 女子團體（詳細） | 印度                                           | 斯里兰卡                                         | 尼泊尔                                                                       |
| 男子單打（詳細） | 斯里坎特·基达姆比（印度）                      | 普兰诺伊·H·S（印度）                             | 穆罕默德·伊尔凡·赛义德·巴提（巴基斯坦）                                      |
| 男子單打（詳細） | 斯里坎特·基达姆比（印度）                      | 普兰诺伊·H·S（印度）                             | 萨钦·迪亚斯（斯里兰卡）                                                      |
| 女子單打（詳細） | 露丝维卡·斯瓦尼·加德（印度）                   | 普萨拉·文卡塔·辛杜（印度）                       | 南萨尔·塔芒（尼泊尔）                                                        |
| 女子單打（詳細） | 露丝维卡·斯瓦尼·加德（印度）                   | 普萨拉·文卡塔·辛杜（印度）                       | 卡文迪·伊斯汉迪卡·西丽万内奇（斯里兰卡）                                     |
| 男子雙打（詳細） | 马奴·阿特里（印度） · 苏密特·雷迪（印度）      | 艾谢·迪瓦卡（印度） · 普拉纳·杰里·乔普拉（印度） | 里兹万·阿扎姆（巴基斯坦） · 苏莱里·卡西夫·阿里（巴基斯坦）                   |
| 男子雙打（詳細） | 马奴·阿特里（印度） · 苏密特·雷迪（印度）      | 艾谢·迪瓦卡（印度） · 普拉纳·杰里·乔普拉（印度） | 萨钦·迪亚斯（斯里兰卡） · 布万尼卡·古尼特希尔卡（斯里兰卡）                  |
| 女子雙打（詳細） | 瓦拉·古塔（印度） · 阿什维尼·蓬纳帕（印度）    | 斯基·雷迪（印度） · 玛内沙·库卡帕利（印度）      | Sidra Hamid（巴基斯坦） · Khizra Rasheed（巴基斯坦）                         |
| 女子雙打（詳細） | 瓦拉·古塔（印度） · 阿什维尼·蓬纳帕（印度）    | 斯基·雷迪（印度） · 玛内沙·库卡帕利（印度）      | Achini Ratnasiri（斯里兰卡） · Upuli Samanthika Weerasinghe（斯里兰卡）      |
| 混合雙打（詳細） | 普拉纳·杰里·乔普拉（印度） · 斯基·雷迪（印度） | 马奴·阿特里（印度） · 阿什维尼·蓬纳帕（印度）    | Imesh Hasaranga（斯里兰卡） · Achini Ratnasiri（斯里兰卡）                   |
| 混合雙打（詳細） | 普拉纳·杰里·乔普拉（印度） · 斯基·雷迪（印度） | 马奴·阿特里（印度） · 阿什维尼·蓬纳帕（印度）    | 布万尼卡·古尼特希尔卡（斯里兰卡） · 卡文迪·伊斯汉迪卡·西丽万内奇（斯里兰卡） |

## 外部連結
- South Asian Games 2016